# Platt, Niederösterreich
Platt är en ort i Österrike. Den ligger i kommunen Zellerndorf i distriktet Hollabrunn i förbundslandet Niederösterreich, 60 km nordväst om huvudstaden Wien. 